# Pudasjärvi

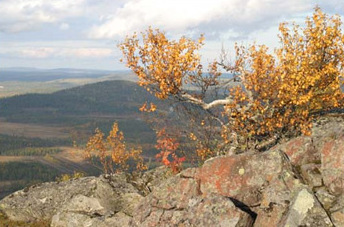
Syöte

Pudasjärvi je město a obec ve Finsku v provincii Severní Pohjanmaa. Populace města čítá 9 674 obyvatel (2003). Rozloha je 5 865,79 km² (219,54 km² připadá na vodní plochy), hustota zalidnění obyvatel na 1,7 km². Pudasjärvi je rozlohou druhé největší město po Rovaniemi a jedno z největších na světě.
Pudasjärvi je známé díky své přírodě. Oblast Syöte na území obce je nejjižnějším místem Finska, kde lze nalézt typické hory tunturi. V Siurunankylä se pak nachází nejstarší skalní formace v Evropské unii.

## Různé
Dvě známé melodic death metalové kapely, Kalmah a Eternal Tears of Sorrow pocházejí z Pudasjärvi